# Baptiste Addis
Baptiste Christophe Joseph Addis (* 7. Dezember 2006) ist ein französischer Bogenschütze.

## Karriere
Baptiste Addis gab 2022 in Antalya sein internationales Debüt. Er vertrat Frankreich bei den Europaspielen 2023 in Krakau, bei denen er im Einzel und mit der Mannschaft jeweils im Viertelfinale ausschied. Auch mit Lisa Barbelin mit Mixed kam er nicht über das Viertelfinale hinaus. Sein erster internationaler Medaillengewinn gelang ihm 2024 bei den Europameisterschaften in Essen. Dabei wurde er mit Thomas Chirault und Jean-Charles Valladont im Mannschaftswettbewerb Europameister. Im Einzel verpasste er einen weiteren Medaillengewinn nur knapp, er unterlag im Duell um die Bronzemedaille seinem Mannschaftskameraden Jean-Charles Valladont mit 0:6.
Bei den Olympischen Spielen 2024 in Paris ging Addis in drei Konkurrenzen an den Start. Im Einzelwettbewerb belegte er nach der Platzierungsrunde Rang sechs und erreichte das Viertelfinale. In diesem unterlag er Florian Unruh aus Deutschland äußerst knapp im Shoot-off: Unruhs Treffer in der Zehn war näher an der Scheibenmitte als Addis’ Treffer in der Zehn. Sehr erfolgreich war zuvor der Mannschaftswettbewerb für das französische Aufgebot gelaufen. Zusammen mit Thomas Chirault und Jean-Charles Valladont besiegte er nacheinander die Mannschaften Italiens und der Türkei, sodass die Franzosen ins Finale gegen Südkorea einzogen. Mit 1:5 unterlagen sie den Südkoreanern und erhielten damit die Silbermedaille. Zwischen Mannschafts- und Einzelwettbewerb startete Addis außerdem im Mixed mit Amélie Cordeau und qualifizierte sich mit ihr als Achte für die K.-o.-Runde. Dort schieden sie in der ersten Runde mit 0:6 gegen das italienische Mixedpaar aus.
Für seinen olympischen Medaillengewinn 2024 erhielt er das Ritterkreuz des Ordre national du Mérite.